# Triennale

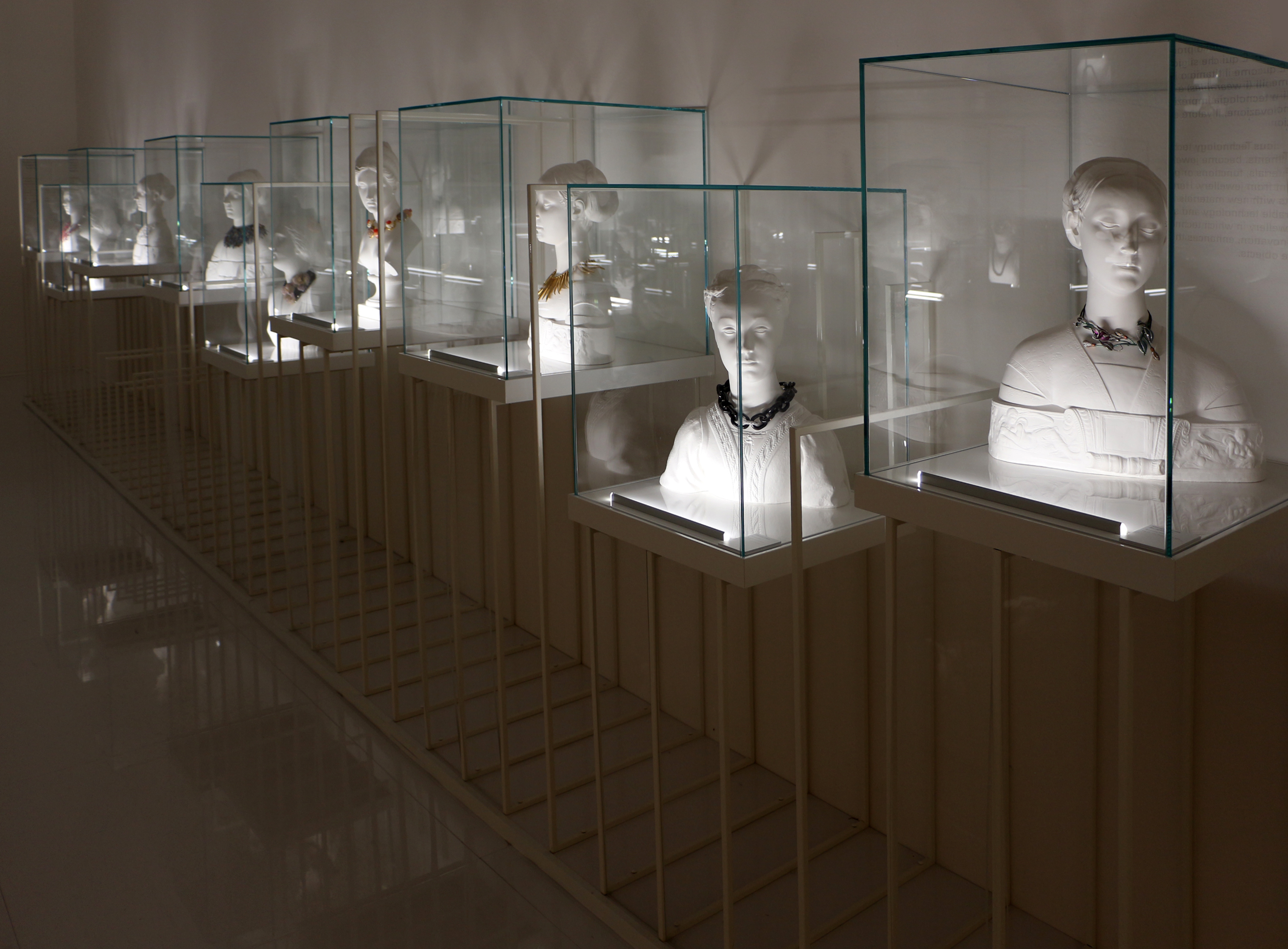
Triennale

Triennale – impreza artystyczna odbywająca się co trzy lata lub trwająca trzy lata. Termin został zapożyczony z języka włoskiego (dosłownie oznacza „trzyletni”).
Na triennale wystawiane mogą być dzieła z wybranej dyscypliny sztuki: np. triennale plakatu, triennale architektury, triennale tańca towarzyskiego lub kilku dyscyplin – triennale sztuki. Przy okazji triennale organizowane są często inne wydarzenia artystyczne, które z czasem bywają włączone do programu imprezy. 